# Долна Будрига
Долна Будрига (на сръбски: Доња Будрига; на албански: Budrikë e Poshtme) е село в Косово, разположено в община Партеш, окръг Гниляне. Населението му според преброяването през 2011 г. е 335 души, от тях: 334 (99,70 %) сърби и 1 (0,29 %) от друга етническа група.
В селото има изграден с християнски храм, православна църква „Света Петка“.

## Население
Численост на населението според преброяванията през годините:
- 1948 – 617 души
- 1953 – 689 души
- 1961 – 801 души
- 1971 – 983 души
- 1981 – 1 018 души
- 1991 – 1 178 души
- 2011 – 335 души

## Личности
Родени в Долна Будрига
- Благое Савич (р. 1951), сръбски поет и разказвач